# 王拥军 (中医学家)
王拥军 (1965年9月—)，上海中医药大学教授，担任上海中医药大学脊柱病研究所所长、附属龙华医院副院长，入选中华人民共和国教育部2008年度"长江学者"特聘教授、新世纪百千万人才工程国家级人选。